# Зуи (Старорусский район)
Зуи́ — деревня в Старорусском районе Новгородской области, входит в состав Новосельского сельского поселения. Площадь территории деревни 17,3 га.
Расположена в 3,4 км от автодороги Старая Русса — Холм, на левом берегу реки Порусья. Ближайшие населённые пункты — деревни Цапово (примыкает с юга), Ищино (1,5 км к северу), Борок (2,5 км к востоку).
В Новгородской земле эта местность относилась к Шелонской пятине. До апреля 2010 года деревня входила в состав ныне упразднённого Пробужденского сельского поселения.

## Население
| 2010 | 2011 |
| ---- | ---- |
| 7    | ↘6   |